# 세계 에너지 공급 및 소비

석탄, 석유, 천연가스는 재생 에너지가 급속히 증가하기 시작했음에도 불구하고 여전히 주요 글로벌 에너지원이다.

세계 에너지 믹스 (1965년~2020년)

세계 에너지 공급 및 소비(영어: world energy supply and consumption)는 글로벌 주요 에너지 생산, 에너지 전환 및 무역, 최종 에너지 소비를 의미한다. 에너지는 가공된 연료나 전기 등 다양한 형태로 사용될 수 있고, 에너지 전송이나 발전 등 다양한 목적으로 사용될 수 있다. 에너지 생산과 소비는 경제의 중요한 부분이다. 이 주제는 열 에너지는 포함하지만, 음식물의 에너지는 포함하지 않는다.
세계 에너지 공급 및 소비는 글로벌 1차 에너지 생산, 에너지 전환 및 무역, 최종 에너지 소비를 의미한다. 에너지는 가공된 연료나 전기 등 다양한 형태로 사용될 수도 있고, 운송이나 발전 (전기) 등 다양한 목적으로 사용될 수도 있다. 에너지 생산과 소비는 경제의 중요한 부분이다. 에너지 생산과 소비에 있어서 심각한 문제는 온실가스 배출이다. 전 세계적으로 연간 총 온실가스 배출량 약 500억 톤 중 2021년에는 에너지(거의 모두 화석 연료)로 인해 360억 톤의 이산화탄소가 배출되었다.
기후변화를 제한하겠다는 파리 협정 (2015년)의 목표는 달성하기 어려울 것으로 보인다. 일반적으로 2050년까지 순제로(net zero)라는 이름으로 온실가스 배출을 줄이기 위한 많은 시나리오가 구상되었다. 2022년 기준 에너지 소비는 여전히 화석 연료에서 약 80%를 차지한다. 걸프만 국가와 러시아는 주요 에너지 수출국이며, 주목할만한 고객은 유럽 연합과 중화인민공화국이다. 이들 국가에서는 에너지 수요를 충족시키기에 국내적으로 충분한 에너지가 생산되지 않는다. 에너지 소비는 일반적으로 연간 1~2% 정도 증가하지만, 태양광과 풍력 에너지는 2010년대 연평균 20% 증가했다.
화석연료처럼 생산된 에너지는 최종 사용자가 소비하기에 적합하도록 처리된다. 초기 생산과 최종 소비의 에너지 공급망에는 다양한 활동이 포함되어 궁극적으로 유용한 에너지의 손실을 초래한다(엑서지 문서 참고).
북미의 1인당 에너지 소비량은 매우 높은 반면, 개발도상국에서는 그 양이 낮고 일반적으로 재생 가능성이 더 높다. 1인당 에너지 소비량과 1인당 GDP 사이에는 명확한 연관성이 있다.

## 같이 보기
- 발전
- 에너지 산업
- 소비 전력
- 에너지 개발
- 에너지 정책
- 지속 가능한 에너지

목록
- 나라별 이산화 탄소 배출량
- 전력 소비에 따른 나라 목록
- 온실 기체 발산량에 따른 나라 목록